# Hamber Provincial Park
Hamber Provincial Park er en provinspark i British Columbia i  Canada med et  areal på 240 km², beliggende ved  grænsen til Alberta, omgivet på tre sider af Jaspers National Park. Parken har fået sit navn efter Eric W. Hamber der var  viceguvernør i British Columbia mellem 1936 og 1941. Da parken blev oprettet i 1941, var den et af de største beskyttede vildmarksarealer i Canada. I de tidlige 1960'ere, reducerede  provinsregeringen størrelsen med 98% efter pres fra skovindustrien og på grund af planlagte vandkraftanlæg langs den øverste del af Columbia River

## Verdensarvssted
Parken blev  i 1984 en del af et verdensarvsområde sammen med de andre nationalparker og provinsparker som udgør Canadian Rocky Mountain Parks World Heritage Site, på grund af de  bjerglandskaber med toppe, gletsjere, søer, vandfald, canyoner og sandstensgrotter såvel som fossiler som findes her.

## Natur
Området omkring Fortress Lake er dækket af gran og balsam-ædelgran (Abies balsamea) og har en tung undervegetation af falske azaleaer (Rhododendron menziesii) og andre rhododendron.

## Beliggenhed
Som et afsides vildmarksområde, er den eneste måde at komme til stedet ved vandring eller på ski. Fra parken ved Sunwapta Falls parkeringsplads i Jaspers National Park findes en 22 km vandringsrute til Fortress Lake. Nærmeste byer er Valemount i British Columbia og Jasper i Alberta.